# 布豪特
布豪特（荷蘭語：Boechout，荷蘭語發音：[ˈbuxʌu̯t] ⓘ）是比利时弗拉芒大區安特衛普省安特衛普區的一个市镇，通行荷蘭語，是弗拉芒社群的一部分，面积20.66平方千米，人口13,372人（2020年1月1日）。